# Хуко (озеро)
Хуко (Хико; адыг. Хыкъо, Хыкъуэ) — озеро на юге Краснодарского края (Лазаревский район г. Сочи), у границы с Республикой Адыгея. Рядом с ним на территории уже соседней Адыгеи находится одноимённая гора Хуко (1901,8 м).

## Этимология
Хуко на адыгском языке звучит как адыг. Хыкъо и состоит из двух слов: адыг. хы — «море», и адыг. къо — «свинья», то есть переводится как «морская свинья», «дельфин». Л. Я. Люлье видел сходство с топонимом Сукко, где «су» с тюркских языков переводится как вода.
Другой перевод топонима с адыгского дословно означает «сын моря». А. В. Твёрдый такой перевод считает более достоверным, так как адыги верили, что озеро является остатком древнего моря.

## Географическое положение
Озеро расположено у границы Краснодарского края с Адыгеей, в водоразделе Главного Кавказского хребта, между реками Пшехашхе и Шахе. Находится в 5 км к западу от Черкесского перевала и в 6 км к юго-западу от горы Фишт. Располагается в Кавказском природном биосферном заповеднике и относится к территории, включённой ЮНЕСКО во Всемирное наследие.

## Происхождение
История образования озера до конца не установлена. Предполагается, что в процессе происхождения озера Хуко главную роль сыграли тектонические процессы, поскольку оно расположено в районе мощной тектонической зоны Курджипско-Адлерского разлома, которая разделяет Западный и Северо-Западный Кавказ. Считается, что озеро образовалось в котловине, возникшей из тектонических трещин, в которых интенсивно происходили эрозия и морозное выветривание, разрушавшее горные породы в процессе замерзании воды и последующем таянии льда и снега. Также есть предположение, что озеро подземными каналами связано с Чёрным морем.
Недалеко от озера Хуко находится ещё одна озёрная впадина, в которой сохранилось небольшое угасающее озеро. Предполагается, что ранее оно по площади было в два раза больше современного Хуко, но затем значительно уменьшилось из-за прорыва водного потока через тонкую стенку водораздела в сторону реки Пшехашхе.

## Строение и характеристики
Озеро имеет форму овала и вытянуто с юго-востока на северо-запад. Берега водоёма слабо изрезаны. Высота склонов, окружающих озеро, колеблется от 5 до 100 метров. В северо-восточной части озера имеется большой широкий пляж. Хорошая панорамная точка.
Площадь водоёма составляет 27,5 тыс. м² при длине 260 метров и ширине 150 метров. Озеро находится на высоте 1744 метра над уровнем моря, его максимальная глубина составляет 10 метров. В озеро не впадает и из него не вытекает ни одна река, но уровень воды в нём постоянен весь год.
Озеро находится на границе лесной и субальпийской зон. В зимнее время здесь выпадает много снега — до 4-5 метров. Снежный покров сохраняется до июня, а плавающие льдины можно увидеть ещё и в июле-августе. Поэтому вода в озере холодная даже летом — температура воды не поднимается выше +15 °C.

## Растительный и животный мир
На северо-западном склоне озера произрастают буковый лес и кустарники, противоположный склон покрыт субальпийскими растениями. Одной из тайн озера является отсутствие жизни в нём. В озере не водится рыба и другая живность, не произрастают даже водоросли.

## Туризм
Озеро находится в пределах Кавказского природного биосферного заповедника и является наиболее посещаемым туристами озером заповедника. Посещение заповедника платное, количество туристов контролируется.
Отсюда открывается один из самых красивых панорамных видов на западный скальный бастион гор — Фишт, Оштен и Пшехасу, которые также привлекает сюда много туристов.

## Культура
- Адыги — коренные жители края, считают озеро Хуко священным. Они верили, что озеро является остатком древнего моря и продолжает иметь некую связь с Чёрным морем, а также, что оно способно в засушливую погоду принести дождь. Так, в былые времена, в засуху, жители окрестных аулов брали воду из озера и выливали её в близлежащие реки. Считалось, что как только эта вода достигнет моря, начнёт идти дождь[6].
- В районе озера находится археологический памятник — наскальное изображение рыбы. Объект находится на восточном склоне озёрной котловины и состоит из 2-х вертикально стоящих камней. На одном из них изображена рыба, выполненная в цвете. На втором камне также изображены какие-то рисунки, но из-за густого покрытия лишайниками и мхом, их невозможно идентифицировать. Несмотря на наскальное изображение рыбы, в озере ни один вид рыб не обнаружен.

## Галерея
- Склон над северо-западной частью озера
- Вид на озеро с северо-восточного склона.